# Jocs Olímpics d'Estiu de 1940
Els Jocs Olímpics d'Estiu de 1940, oficialment Jocs de la XII Olimpíada, havien de ser els jocs que s'havien de disputar a la ciutat de Tòquio (Japó) entre els dies 21 de setembre i 6 d'octubre de 1940. A conseqüència de la Segona Guerra Mundial (1939-1945) foren cancel·lats.

## Antecedents
El 31 de juliol de 1936 el Comitè Olímpic Internacional (COI), en reunió a la ciutat de Berlín (Alemanya), decidí atorgar la celebració dels Jocs Olímpics d'estiu de 1940 a la ciutat japonesa de Tòquio de forma unànim.
Inicialment, la seu principal havia de ser l'Estadi Meiji Jingu Gaien, que més tard es va utilitzar als Jocs Olímpics d'estiu de 1964 i reconstruït per acollir 100.000 espectadors. Tanmateix, l'Oficina dels Santuaris del Ministeri de l'Interior, que tenia jurisdicció sobre el recinte Meiji Jingu, es va oposar fermament a la reconstrucció. Posteriorment, es va planejar un nou estadi al Parc Olímpic de Komazawa, lluny del centre de la ciutat. La Vila Olímpica s'havia de construir als llocs actuals del Parc Kinuta o la Gorja de Todoroki. Es va elaborar un calendari i s'imprimiren directrius en quatre idiomes. Es construíren alguns edificis i es van fer acords amb hotels, agències de viatges i companyies aèries per facilitar-ne l'accés.
Amb l'esclat de la Segona Guerra Sinojaponesa l'any 1937 Tòquio fou reemplaçada per la ciutat de Hèlsinki (Finlàndia), passant a realitzar-se els Jocs entre els dies 20 de juliol i 4 d'agost de 1940. L'esclat de la Segona Guerra Mundial finalment comportà la suspensió dels Jocs d'aquell any.
Posteriorment Hèlsinki organitzà els Jocs Olímpics d'Estiu de 1952 i Tòquio els Jocs Olímpics d'Estiu de 1964.

## Esports a disputar
En aquests Jocs es pretenia incorporar al programa olímpic de forma oficial el vol sense motor, després de la seva presència en els Jocs Olímpics d'Estiu de 1936 celebrats a la ciutat de Berlín com a esport de demostració. Amb la suspensió dels Jocs d'aquell any aquest esport mai més ha estat considerat per formar part del programa olímpic.